# Asterropteryx spinosa
 Asterropteryx spinosa  es una especie de peces de la familia de los Gobiidae en el orden de los Perciformes.

## Morfología
Los machos pueden llegar a alcanzar los 4,6 cm de longitud total.

## Hábitat
Es un pez de Mar y, de clima subtropical y asociado a los arrecifes de coral que vive entre 3-15 m de profundidad.

## Distribución geográfica
Se encuentra desde las Maldivas hasta Nueva Caledonia, el sur del Japón y Tonga.

## Observaciones
Es inofensivo para los humanos.